# Port LaBelle
Port LaBelle es un lugar designado por el censo ubicado en el condado de Hendry en el estado estadounidense de Florida. En el Censo de 2010 tenía una población de 3.530 habitantes y una densidad poblacional de 166,84 personas por km².

## Geografía
Port LaBelle se encuentra ubicado en las coordenadas 26°44′57″N 81°23′10″O / 26.74917, -81.38611. Según la Oficina del Censo de los Estados Unidos, Port LaBelle tiene una superficie total de 21.16 km², de la cual 21.15 km² corresponden a tierra firme y (0.01%) 0 km² es agua.

## Demografía
Según el censo de 2010, había 3.530 personas residiendo en Port LaBelle. La densidad de población era de 166,84 hab./km². De los 3.530 habitantes, Port LaBelle estaba compuesto por el 67.85% blancos, el 9.58% eran afroamericanos, el 0.37% eran amerindios, el 0.68% eran asiáticos, el 0% eran isleños del Pacífico, el 17.93% eran de otras razas y el 3.6% pertenecían a dos o más razas. Del total de la población el 53.4% eran hispanos o latinos de cualquier raza.